# Sportigan
Sportigan er en kæde af selvstændige sportsforretninger i Danmark, og kæden er bygget op som et f.m.b.a. med et fælles kædecenter placeret i Aalborg.
Ordet Sportigan er sammensat af nøgleordet sport og roligan. Administrerende direktør i Sportigan Kædecenter f.m.b.a.er Lars Elsborg.